# Heterolinyphia
Heterolinyphia este un gen de păianjeni din familia Linyphiidae.
Cladograma conform Catalogue of Life:
| Heterolinyphia | \| \| Heterolinyphia secunda \| \| \| \| \| \| Heterolinyphia tarakotensis \| \| \| \| |
|                | \| \| Heterolinyphia secunda \| \| \| \| \| \| Heterolinyphia tarakotensis \| \| \| \| |
|                | Heterolinyphia secunda                                                                 |
|                |                                                                                        |
|                | Heterolinyphia tarakotensis                                                            |
|                |                                                                                        |